# Liste des planètes mineures non numérotées découvertes en novembre 2008
Pour un article plus général, voir Liste des planètes mineures non numérotées découvertes en 2008.
Pour un article plus général, voir Liste des planètes mineures.
Cet article dresse la liste des planètes mineures (astéroïdes, centaures, objets transneptuniens et assimilés) non numérotées découvertes en novembre 2008 dans l'ordre de leur découverte.
Au 15 janvier 2025, 661 077 des 1 434 993 planètes mineures répertoriées par le Centre des planètes mineures ne sont pas encore numérotées, soit 46,07 %.

## Rappel concernant la désignation provisoire
La désignation provisoire indique l'ordre de découverte de ces objets. En effet, cette désignation est composée de l'année de découverte (par exemple 2008) suivie de la quinzaine (demi-mois) de découverte (p.e. A = 1-15 janvier) puis de l'ordre de découverte dans cette quinzaine. Cet ordre est indiqué par une lettre et éventuellement un chiffre comme suit : A pour la première découverte, B pour la deuxième, ..., Z pour la 25e (le I n'est pas utilisé pour éviter la confusion avec 1), A1 pour la 26e, B1 pour la 27e, etc. , Z1 pour la 50e, A2 pour la 51e, B2 pour la 52e, etc. L'ordre de la numérotation ne suit donc pas l'ordre alphanumérique. 2008 AA1 suit ainsi 2008 AZ et précède 2008 AB1.

## Liste

### Du1erau 15 novembre 2008
- 2008 VC
- 2008 VD
- 2008 VE
- 2008 VG
- 2008 VH
- 2008 VJ
- 2008 VK
- 2008 VL
- 2008 VM
- 2008 VV
- 2008 VL1
- 2008 VU3
- 2008 VY3
- 2008 VZ3
- 2008 VA4
- 2008 VB4
- 2008 VR4
- 2008 VT4
- 2008 VB5
- 2008 VO5
- 2008 VA6
- 2008 VD6
- 2008 VR6
- 2008 VU6
- 2008 VZ6
- 2008 VC7
- 2008 VC8
- 2008 VF8
- 2008 VG8
- 2008 VP8
- 2008 VV8
- 2008 VW8
- 2008 VX8
- 2008 VY8
- 2008 VA9
- 2008 VM9
- 2008 VQ9
- 2008 VY9
- 2008 VZ9
- 2008 VG10
- 2008 VP10
- 2008 VS10
- 2008 VW10
- 2008 VJ11
- 2008 VR11
- 2008 VX11
- 2008 VC12
- 2008 VK12
- 2008 VP12
- 2008 VQ12
- 2008 VV12
- 2008 VY12
- 2008 VK13
- 2008 VA14
- 2008 VG14
- 2008 VH14
- 2008 VL14
- 2008 VA15
- 2008 VD15
- 2008 VE15
- 2008 VF15
- 2008 VJ15
- 2008 VM15
- 2008 VT15
- 2008 VY15
- 2008 VZ15
- 2008 VL16
- 2008 VT16
- 2008 VW16
- 2008 VX16
- 2008 VZ16
- 2008 VA17
- 2008 VH17
- 2008 VS17
- 2008 VU17
- 2008 VF18
- 2008 VH18
- 2008 VL18
- 2008 VM18
- 2008 VP18
- 2008 VX18
- 2008 VH19
- 2008 VL19
- 2008 VP19
- 2008 VQ19
- 2008 VS19
- 2008 VB21
- 2008 VF21
- 2008 VG21
- 2008 VT21
- 2008 VP22
- 2008 VQ22
- 2008 VV23
- 2008 VZ23
- 2008 VJ24
- 2008 VY24
- 2008 VM25
- 2008 VN25
- 2008 VP25
- 2008 VB26
- 2008 VH26
- 2008 VM26
- 2008 VP26
- 2008 VQ26
- 2008 VR26
- 2008 VT26
- 2008 VX26
- 2008 VE27
- 2008 VN27
- 2008 VP27
- 2008 VQ27
- 2008 VA28
- 2008 VN28
- 2008 VS28
- 2008 VX28
- 2008 VD29
- 2008 VE29
- 2008 VJ29
- 2008 VQ29
- 2008 VW29
- 2008 VK30
- 2008 VN30
- 2008 VZ30
- 2008 VA31
- 2008 VM31
- 2008 VQ31
- 2008 VS31
- 2008 VZ31
- 2008 VN32
- 2008 VO32
- 2008 VB33
- 2008 VC33
- 2008 VF33
- 2008 VO33
- 2008 VQ33
- 2008 VV33
- 2008 VY33
- 2008 VB34
- 2008 VP34
- 2008 VR34
- 2008 VU34
- 2008 VZ34
- 2008 VR35
- 2008 VS35
- 2008 VF36
- 2008 VN36
- 2008 VW36
- 2008 VF37
- 2008 VL37
- 2008 VO37
- 2008 VU37
- 2008 VF38
- 2008 VJ38
- 2008 VM38
- 2008 VM39
- 2008 VQ39
- 2008 VE40
- 2008 VP40
- 2008 VV40
- 2008 VF41
- 2008 VH41
- 2008 VC42
- 2008 VJ42
- 2008 VK43
- 2008 VP43
- 2008 VW43
- 2008 VY43
- 2008 VA44
- 2008 VJ44
- 2008 VA45
- 2008 VH45
- 2008 VM45
- 2008 VR45
- 2008 VS45
- 2008 VG46
- 2008 VH46
- 2008 VQ46
- 2008 VR46
- 2008 VS46
- 2008 VM47
- 2008 VZ47
- 2008 VP48
- 2008 VQ48
- 2008 VD49
- 2008 VF49
- 2008 VK49
- 2008 VL49
- 2008 VQ49
- 2008 VX49
- 2008 VJ50
- 2008 VR51
- 2008 VZ51
- 2008 VN52
- 2008 VS52
- 2008 VV52
- 2008 VY52
- 2008 VZ52
- 2008 VZ53
- 2008 VE54
- 2008 VK54
- 2008 VN54
- 2008 VQ54
- 2008 VF55
- 2008 VJ55
- 2008 VL55
- 2008 VO55
- 2008 VP55
- 2008 VQ55
- 2008 VT55
- 2008 VV55
- 2008 VW55
- 2008 VY55
- 2008 VP56
- 2008 VS56
- 2008 VU56
- 2008 VB57
- 2008 VO57
- 2008 VT57
- 2008 VH58
- 2008 VM58
- 2008 VR58
- 2008 VK60
- 2008 VM60
- 2008 VQ60
- 2008 VS60
- 2008 VY60
- 2008 VA61
- 2008 VC61
- 2008 VH61
- 2008 VK61
- 2008 VL61
- 2008 VP61
- 2008 VU61
- 2008 VV61
- 2008 VE62
- 2008 VH62
- 2008 VJ62
- 2008 VO62
- 2008 VP62
- 2008 VQ62
- 2008 VS62
- 2008 VV62
- 2008 VZ62
- 2008 VB63
- 2008 VD63
- 2008 VG63
- 2008 VH63
- 2008 VK63
- 2008 VN63
- 2008 VU63
- 2008 VZ63
- 2008 VJ64
- 2008 VR65
- 2008 VV65
- 2008 VX65
- 2008 VE66
- 2008 VJ66
- 2008 VM66
- 2008 VO66
- 2008 VR66
- 2008 VS66
- 2008 VU66
- 2008 VU67
- 2008 VM68
- 2008 VN68
- 2008 VC69
- 2008 VM69
- 2008 VP69
- 2008 VP70
- 2008 VF71
- 2008 VJ71
- 2008 VK71
- 2008 VZ71
- 2008 VF72
- 2008 VG72
- 2008 VP72
- 2008 VV72
- 2008 VL73
- 2008 VM73
- 2008 VR73
- 2008 VZ73
- 2008 VT74
- 2008 VW74
- 2008 VB75
- 2008 VJ76
- 2008 VA77
- 2008 VL77
- 2008 VW81
- 2008 VJ82
- 2008 VM82
- 2008 VQ82
- 2008 VY83
- 2008 VL84
- 2008 VP84
- 2008 VQ84
- 2008 VN85
- 2008 VS85
- 2008 VV85
- 2008 VX85
- 2008 VB86
- 2008 VG86
- 2008 VJ86
- 2008 VO86
- 2008 VU86
- 2008 VC87
- 2008 VD87
- 2008 VH87
- 2008 VJ87
- 2008 VK87
- 2008 VN87
- 2008 VO87
- 2008 VR87
- 2008 VS87
- 2008 VU87
- 2008 VW87
- 2008 VA88
- 2008 VB88
- 2008 VG88
- 2008 VJ88
- 2008 VL88
- 2008 VM88
- 2008 VO88
- 2008 VP88
- 2008 VR88
- 2008 VS88
- 2008 VT88
- 2008 VU88
- 2008 VV88
- 2008 VW88
- 2008 VX88
- 2008 VY88
- 2008 VZ88
- 2008 VA89
- 2008 VB89
- 2008 VQ89
- 2008 VW89
- 2008 VD90
- 2008 VK90
- 2008 VQ90
- 2008 VR90
- 2008 VZ90
- 2008 VA91
- 2008 VM91
- 2008 VP91
- 2008 VQ91
- 2008 VY91
- 2008 VZ91
- 2008 VB92
- 2008 VE92
- 2008 VF92
- 2008 VG92
- 2008 VJ92
- 2008 VN92
- 2008 VO92
- 2008 VP92
- 2008 VQ92
- 2008 VT92
- 2008 VV92
- 2008 VA93
- 2008 VG93
- 2008 VH93
- 2008 VJ93
- 2008 VL93
- 2008 VN93
- 2008 VP93
- 2008 VR93
- 2008 VS93
- 2008 VT93
- 2008 VV93
- 2008 VW93
- 2008 VX93
- 2008 VY93
- 2008 VZ93
- 2008 VA94
- 2008 VD94
- 2008 VE94
- 2008 VF94
- 2008 VG94
- 2008 VH94
- 2008 VJ94
- 2008 VK94
- 2008 VL94
- 2008 VM94
- 2008 VV94
- 2008 VY94
- 2008 VE95
- 2008 VM95
- 2008 VN95
- 2008 VO95
- 2008 VA96
- 2008 VC96
- 2008 VD96
- 2008 VE96
- 2008 VF96
- 2008 VG96
- 2008 VH96
- 2008 VJ96
- 2008 VK96
- 2008 VL96
- 2008 VN96
- 2008 VO96
- 2008 VW96
- 2008 VH97
- 2008 VJ97
- 2008 VL97
- 2008 VM97
- 2008 VO97
- 2008 VP97
- 2008 VQ97
- 2008 VS97
- 2008 VU97
- 2008 VV97
- 2008 VW97
- 2008 VX97
- 2008 VA98
- 2008 VB98
- 2008 VC98
- 2008 VD98
- 2008 VF98
- 2008 VG98
- 2008 VH98
- 2008 VJ98
- 2008 VK98
- 2008 VL98
- 2008 VU98
- 2008 VV98
- 2008 VY98
- 2008 VA99
- 2008 VC99
- 2008 VD99
- 2008 VE99
- 2008 VF99
- 2008 VY99
- 2008 VZ99
- 2008 VD100
- 2008 VF100
- 2008 VG100
- 2008 VM100
- 2008 VN100
- 2008 VP100
- 2008 VV100
- 2008 VW100
- 2008 VY100
- 2008 VA101
- 2008 VB101
- 2008 VD101
- 2008 VF101
- 2008 VH101
- 2008 VL101
- 2008 VO101
- 2008 VP101
- 2008 VQ101
- 2008 VR101
- 2008 VS101
- 2008 VT101
- 2008 VU101
- 2008 VW101
- 2008 VX101
- 2008 VY101
- 2008 VA102
- 2008 VB102
- 2008 VC102
- 2008 VD102
- 2008 VJ102
- 2008 VK102
- 2008 VL102
- 2008 VM102
- 2008 VQ102
- 2008 VR102
- 2008 VU102
- 2008 VH103
- 2008 VJ103
- 2008 VK103
- 2008 VN103
- 2008 VQ103
- 2008 VS103
- 2008 VT103
- 2008 VX103
- 2008 VZ103
- 2008 VA104
- 2008 VB104
- 2008 VD104
- 2008 VJ104
- 2008 VK104
- 2008 VM104
- 2008 VN104
- 2008 VO104
- 2008 VP104
- 2008 VQ104
- 2008 VR104
- 2008 VT104
- 2008 VW104
- 2008 VX104
- 2008 VG105
- 2008 VJ105
- 2008 VK105
- 2008 VL105
- 2008 VM105
- 2008 VO105
- 2008 VQ105
- 2008 VS105
- 2008 VU105
- 2008 VV105
- 2008 VW105
- 2008 VX105
- 2008 VY105
- 2008 VZ105
- 2008 VB106
- 2008 VC106
- 2008 VD106
- 2008 VF106
- 2008 VG106
- 2008 VJ106
- 2008 VL106
- 2008 VM106
- 2008 VN106
- 2008 VO106
- 2008 VQ106
- 2008 VR106
- 2008 VT106
- 2008 VU106
- 2008 VV106
- 2008 VX106
- 2008 VY106
- 2008 VZ106
- 2008 VA107
- 2008 VB107
- 2008 VC107
- 2008 VE107
- 2008 VF107
- 2008 VG107
- 2008 VJ107
- 2008 VK107
- 2008 VL107
- 2008 VM107
- 2008 VN107
- 2008 VO107
- 2008 VP107
- 2008 VQ107
- 2008 VS107
- 2008 VU107
- 2008 VW107
- 2008 VX107
- 2008 VY107
- 2008 VZ107
- 2008 VA108
- 2008 VB108
- 2008 VC108
- 2008 VD108
- 2008 VE108
- 2008 VG108
- 2008 VH108
- 2008 VK108
- 2008 VO108
- 2008 VP108
- 2008 VR108
- 2008 VT108
- 2008 VU108
- 2008 VV108
- 2008 VW108
- 2008 VY108
- 2008 VZ108
- 2008 VA109
- 2008 VB109
- 2008 VE109
- 2008 VF109
- 2008 VG109
- 2008 VH109
- 2008 VJ109
- 2008 VO109
- 2008 VP109
- 2008 VQ109
- 2008 VR109
- 2008 VS109
- 2008 VT109
- 2008 VU109
- 2008 VV109
- 2008 VW109
- 2008 VY109
- 2008 VZ109
- 2008 VA110
- 2008 VB110
- 2008 VD110
- 2008 VE110
- 2008 VF110
- 2008 VG110
- 2008 VH110
- 2008 VJ110
- 2008 VK110
- 2008 VL110
- 2008 VM110
- 2008 VN110
- 2008 VO110
- 2008 VQ110
- 2008 VR110
- 2008 VS110
- 2008 VT110
- 2008 VU110
- 2008 VV110
- 2008 VW110
- 2008 VX110
- 2008 VY110
- 2008 VZ110
- 2008 VA111
- 2008 VC111
- 2008 VD111
- 2008 VE111
- 2008 VG111
- 2008 VJ111
- 2008 VK111
- 2008 VL111

### Du 16 au 30 novembre 2008
- 2008 WB
- 2008 WC
- 2008 WD
- 2008 WE
- 2008 WK
- 2008 WL
- 2008 WM
- 2008 WN
- 2008 WP
- 2008 WR
- 2008 WW
- 2008 WX
- 2008 WZ
- 2008 WA1
- 2008 WL1
- 2008 WP1
- 2008 WQ1
- 2008 WF2
- 2008 WH2
- 2008 WO2
- 2008 WP2
- 2008 WQ2
- 2008 WW2
- 2008 WD3
- 2008 WS3
- 2008 WD4
- 2008 WJ4
- 2008 WL4
- 2008 WQ4
- 2008 WS4
- 2008 WV4
- 2008 WB5
- 2008 WC5
- 2008 WL5
- 2008 WP5
- 2008 WS5
- 2008 WU5
- 2008 WY5
- 2008 WC6
- 2008 WG6
- 2008 WJ6
- 2008 WP6
- 2008 WQ6
- 2008 WR6
- 2008 WV6
- 2008 WW6
- 2008 WY6
- 2008 WC7
- 2008 WJ7
- 2008 WN7
- 2008 WR7
- 2008 WV7
- 2008 WW7
- 2008 WY7
- 2008 WZ7
- 2008 WE8
- 2008 WJ8
- 2008 WL8
- 2008 WO8
- 2008 WQ8
- 2008 WH9
- 2008 WK9
- 2008 WM9
- 2008 WO9
- 2008 WS9
- 2008 WU9
- 2008 WY9
- 2008 WZ9
- 2008 WA10
- 2008 WF10
- 2008 WO10
- 2008 WF11
- 2008 WO11
- 2008 WT11
- 2008 WY13
- 2008 WA14
- 2008 WB14
- 2008 WC14
- 2008 WD14
- 2008 WE14
- 2008 WF14
- 2008 WG14
- 2008 WH14
- 2008 WJ14
- 2008 WM15
- 2008 WD16
- 2008 WF16
- 2008 WO16
- 2008 WQ16
- 2008 WR16
- 2008 WT16
- 2008 WV16
- 2008 WY16
- 2008 WC17
- 2008 WF17
- 2008 WO17
- 2008 WT17
- 2008 WU17
- 2008 WH18
- 2008 WK18
- 2008 WR18
- 2008 WU18
- 2008 WW18
- 2008 WB19
- 2008 WD19
- 2008 WG19
- 2008 WH19
- 2008 WJ19
- 2008 WL19
- 2008 WN19
- 2008 WP19
- 2008 WR19
- 2008 WS19
- 2008 WZ19
- 2008 WD20
- 2008 WH20
- 2008 WN20
- 2008 WU20
- 2008 WW20
- 2008 WA21
- 2008 WC21
- 2008 WF21
- 2008 WN21
- 2008 WP21
- 2008 WU21
- 2008 WV21
- 2008 WF22
- 2008 WG22
- 2008 WJ22
- 2008 WQ22
- 2008 WX23
- 2008 WY23
- 2008 WD24
- 2008 WJ24
- 2008 WK24
- 2008 WM24
- 2008 WO25
- 2008 WP25
- 2008 WC26
- 2008 WD26
- 2008 WE26
- 2008 WG26
- 2008 WK26
- 2008 WL26
- 2008 WN26
- 2008 WO26
- 2008 WQ26
- 2008 WR26
- 2008 WS26
- 2008 WW26
- 2008 WY26
- 2008 WD27
- 2008 WG27
- 2008 WK27
- 2008 WR27
- 2008 WS27
- 2008 WT27
- 2008 WU27
- 2008 WW27
- 2008 WX27
- 2008 WC28
- 2008 WK28
- 2008 WP28
- 2008 WQ28
- 2008 WV28
- 2008 WY28
- 2008 WD29
- 2008 WK29
- 2008 WM30
- 2008 WO30
- 2008 WV30
- 2008 WE31
- 2008 WJ31
- 2008 WD32
- 2008 WM32
- 2008 WW32
- 2008 WY32
- 2008 WV33
- 2008 WZ33
- 2008 WB34
- 2008 WC34
- 2008 WF34
- 2008 WL34
- 2008 WM34
- 2008 WA35
- 2008 WK35
- 2008 WT35
- 2008 WA36
- 2008 WB36
- 2008 WE36
- 2008 WL36
- 2008 WO36
- 2008 WP36
- 2008 WR36
- 2008 WS36
- 2008 WY36
- 2008 WG37
- 2008 WS37
- 2008 WN38
- 2008 WR38
- 2008 WW38
- 2008 WA39
- 2008 WH39
- 2008 WO39
- 2008 WR39
- 2008 WB40
- 2008 WG40
- 2008 WJ40
- 2008 WM40
- 2008 WR40
- 2008 WS40
- 2008 WD41
- 2008 WF41
- 2008 WG41
- 2008 WL41
- 2008 WQ41
- 2008 WU41
- 2008 WG42
- 2008 WB43
- 2008 WH43
- 2008 WJ43
- 2008 WM43
- 2008 WQ44
- 2008 WS44
- 2008 WD45
- 2008 WH45
- 2008 WU45
- 2008 WZ45
- 2008 WU46
- 2008 WG47
- 2008 WH47
- 2008 WK47
- 2008 WW47
- 2008 WE48
- 2008 WG49
- 2008 WW49
- 2008 WO50
- 2008 WP50
- 2008 WQ50
- 2008 WS50
- 2008 WT50
- 2008 WY50
- 2008 WD51
- 2008 WF51
- 2008 WG51
- 2008 WH51
- 2008 WN51
- 2008 WO51
- 2008 WA52
- 2008 WB52
- 2008 WD52
- 2008 WF52
- 2008 WG52
- 2008 WK52
- 2008 WQ52
- 2008 WU52
- 2008 WZ52
- 2008 WB53
- 2008 WF53
- 2008 WO53
- 2008 WT53
- 2008 WU53
- 2008 WV53
- 2008 WW53
- 2008 WY53
- 2008 WD54
- 2008 WE54
- 2008 WM54
- 2008 WS54
- 2008 WJ55
- 2008 WM55
- 2008 WP55
- 2008 WR55
- 2008 WS55
- 2008 WE56
- 2008 WH56
- 2008 WL56
- 2008 WM56
- 2008 WN56
- 2008 WU56
- 2008 WD57
- 2008 WF57
- 2008 WH57
- 2008 WR57
- 2008 WS57
- 2008 WX57
- 2008 WG58
- 2008 WN58
- 2008 WO58
- 2008 WU58
- 2008 WB59
- 2008 WG59
- 2008 WH60
- 2008 WK60
- 2008 WL60
- 2008 WU60
- 2008 WK61
- 2008 WL61
- 2008 WM61
- 2008 WN61
- 2008 WQ62
- 2008 WS62
- 2008 WT62
- 2008 WY62
- 2008 WL63
- 2008 WZ63
- 2008 WL64
- 2008 WR64
- 2008 WT64
- 2008 WU64
- 2008 WB65
- 2008 WH65
- 2008 WJ65
- 2008 WO65
- 2008 WP65
- 2008 WS65
- 2008 WB68
- 2008 WX68
- 2008 WC71
- 2008 WH71
- 2008 WM71
- 2008 WE72
- 2008 WF72
- 2008 WH72
- 2008 WE74
- 2008 WA75
- 2008 WT75
- 2008 WV75
- 2008 WX75
- 2008 WE76
- 2008 WF76
- 2008 WW76
- 2008 WC77
- 2008 WN77
- 2008 WP77
- 2008 WZ77
- 2008 WC78
- 2008 WF78
- 2008 WJ78
- 2008 WN78
- 2008 WW78
- 2008 WC79
- 2008 WE79
- 2008 WJ79
- 2008 WL79
- 2008 WX80
- 2008 WD81
- 2008 WA82
- 2008 WB82
- 2008 WO82
- 2008 WW83
- 2008 WX83
- 2008 WK84
- 2008 WO85
- 2008 WS85
- 2008 WD86
- 2008 WJ86
- 2008 WK86
- 2008 WL86
- 2008 WM86
- 2008 WU86
- 2008 WX86
- 2008 WZ86
- 2008 WA87
- 2008 WR87
- 2008 WY87
- 2008 WH88
- 2008 WJ88
- 2008 WK88
- 2008 WT88
- 2008 WX88
- 2008 WC89
- 2008 WD89
- 2008 WU90
- 2008 WV90
- 2008 WY90
- 2008 WD91
- 2008 WE91
- 2008 WL93
- 2008 WJ94
- 2008 WL94
- 2008 WY94
- 2008 WZ94
- 2008 WA95
- 2008 WE96
- 2008 WF96
- 2008 WG96
- 2008 WH96
- 2008 WJ96
- 2008 WK96
- 2008 WT96
- 2008 WA98
- 2008 WE98
- 2008 WF99
- 2008 WG100
- 2008 WO100
- 2008 WT100
- 2008 WV100
- 2008 WH102
- 2008 WJ102
- 2008 WT102
- 2008 WK103
- 2008 WR103
- 2008 WT103
- 2008 WF104
- 2008 WH104
- 2008 WP104
- 2008 WU104
- 2008 WW104
- 2008 WD105
- 2008 WH105
- 2008 WJ105
- 2008 WO105
- 2008 WB106
- 2008 WL106
- 2008 WS106
- 2008 WA107
- 2008 WF107
- 2008 WP107
- 2008 WT107
- 2008 WF108
- 2008 WL108
- 2008 WM108
- 2008 WY108
- 2008 WZ108
- 2008 WE109
- 2008 WF109
- 2008 WG110
- 2008 WH110
- 2008 WP110
- 2008 WU110
- 2008 WY110
- 2008 WZ110
- 2008 WA111
- 2008 WC111
- 2008 WE111
- 2008 WH111
- 2008 WO111
- 2008 WP111
- 2008 WS112
- 2008 WV112
- 2008 WP113
- 2008 WQ113
- 2008 WB114
- 2008 WD114
- 2008 WF114
- 2008 WL114
- 2008 WU114
- 2008 WW114
- 2008 WY114
- 2008 WU115
- 2008 WV115
- 2008 WK116
- 2008 WD117
- 2008 WE117
- 2008 WF117
- 2008 WO117
- 2008 WY117
- 2008 WE118
- 2008 WH118
- 2008 WR118
- 2008 WV118
- 2008 WW118
- 2008 WD119
- 2008 WL119
- 2008 WQ119
- 2008 WR119
- 2008 WK120
- 2008 WC121
- 2008 WV121
- 2008 WA122
- 2008 WB122
- 2008 WN122
- 2008 WT122
- 2008 WD123
- 2008 WF123
- 2008 WL123
- 2008 WQ123
- 2008 WS124
- 2008 WC125
- 2008 WM125
- 2008 WK127
- 2008 WT127
- 2008 WL128
- 2008 WO129
- 2008 WV129
- 2008 WW129
- 2008 WY129
- 2008 WD130
- 2008 WU130
- 2008 WW130
- 2008 WE131
- 2008 WG131
- 2008 WW133
- 2008 WE136
- 2008 WU136
- 2008 WF139
- 2008 WM140
- 2008 WU140
- 2008 WK141
- 2008 WX141
- 2008 WD142
- 2008 WT142
- 2008 WA143
- 2008 WC143
- 2008 WM143
- 2008 WS143
- 2008 WU143
- 2008 WW143
- 2008 WA144
- 2008 WF144
- 2008 WQ145
- 2008 WS145
- 2008 WT145
- 2008 WX145
- 2008 WA146
- 2008 WB146
- 2008 WM146
- 2008 WN146
- 2008 WT146
- 2008 WW146
- 2008 WX146
- 2008 WY146
- 2008 WZ146
- 2008 WA147
- 2008 WD147
- 2008 WH147
- 2008 WJ147
- 2008 WL147
- 2008 WP147
- 2008 WQ147
- 2008 WR147
- 2008 WS147
- 2008 WU147
- 2008 WV147
- 2008 WW147
- 2008 WX147
- 2008 WZ147
- 2008 WB148
- 2008 WC148
- 2008 WF148
- 2008 WJ148
- 2008 WK148
- 2008 WL148
- 2008 WN148
- 2008 WO148
- 2008 WY148
- 2008 WZ148
- 2008 WJ149
- 2008 WO149
- 2008 WT149
- 2008 WX149
- 2008 WY149
- 2008 WC150
- 2008 WE150
- 2008 WN150
- 2008 WU150
- 2008 WZ150
- 2008 WA151
- 2008 WE151
- 2008 WF151
- 2008 WO151
- 2008 WP151
- 2008 WT151
- 2008 WU151
- 2008 WV151
- 2008 WW151
- 2008 WX151
- 2008 WY151
- 2008 WZ151
- 2008 WD152
- 2008 WF152
- 2008 WG152
- 2008 WH152
- 2008 WK152
- 2008 WL152
- 2008 WM152
- 2008 WF153
- 2008 WJ153
- 2008 WM153
- 2008 WO153
- 2008 WP153
- 2008 WQ153
- 2008 WR153
- 2008 WS153
- 2008 WT153
- 2008 WW153
- 2008 WX153
- 2008 WG154
- 2008 WJ154
- 2008 WK154
- 2008 WL154
- 2008 WM154
- 2008 WN154
- 2008 WO154
- 2008 WP154
- 2008 WQ154
- 2008 WR154
- 2008 WS154
- 2008 WT154
- 2008 WA155
- 2008 WG155
- 2008 WM155
- 2008 WN155
- 2008 WP155
- 2008 WS155
- 2008 WV155
- 2008 WW155
- 2008 WX155
- 2008 WZ155
- 2008 WB156
- 2008 WC156
- 2008 WD156
- 2008 WE156
- 2008 WO156
- 2008 WP156
- 2008 WQ156
- 2008 WR156
- 2008 WT156
- 2008 WB157
- 2008 WF157
- 2008 WN157
- 2008 WO157
- 2008 WP157
- 2008 WQ157
- 2008 WR157
- 2008 WS157
- 2008 WV157
- 2008 WW157
- 2008 WX157
- 2008 WE158
- 2008 WG158
- 2008 WH158
- 2008 WM158
- 2008 WN158
- 2008 WW158
- 2008 WB159
- 2008 WC159
- 2008 WD159
- 2008 WE159
- 2008 WG159
- 2008 WH159
- 2008 WN159
- 2008 WP159
- 2008 WR159
- 2008 WS159
- 2008 WT159
- 2008 WW159
- 2008 WX159
- 2008 WZ159
- 2008 WA160
- 2008 WB160
- 2008 WC160
- 2008 WD160
- 2008 WE160
- 2008 WG160
- 2008 WJ160
- 2008 WM160
- 2008 WT160
- 2008 WB161
- 2008 WC161
- 2008 WD161
- 2008 WE161
- 2008 WF161
- 2008 WJ161
- 2008 WK161
- 2008 WL161
- 2008 WO161
- 2008 WP161
- 2008 WS161
- 2008 WU161
- 2008 WV161
- 2008 WY161
- 2008 WZ161
- 2008 WA162
- 2008 WB162
- 2008 WD162
- 2008 WE162
- 2008 WF162
- 2008 WJ162
- 2008 WK162
- 2008 WM162
- 2008 WO162
- 2008 WQ162
- 2008 WR162
- 2008 WS162
- 2008 WT162
- 2008 WX162
- 2008 WC163
- 2008 WD163
- 2008 WM163
- 2008 WO163
- 2008 WQ163
- 2008 WR163
- 2008 WS163
- 2008 WV163
- 2008 WW163
- 2008 WX163
- 2008 WY163
- 2008 WZ163
- 2008 WA164
- 2008 WB164
- 2008 WC164
- 2008 WF164
- 2008 WG164
- 2008 WH164
- 2008 WJ164
- 2008 WK164
- 2008 WM164
- 2008 WN164
- 2008 WO164
- 2008 WP164
- 2008 WR164
- 2008 WS164
- 2008 WT164
- 2008 WU164
- 2008 WV164
- 2008 WW164
- 2008 WX164
- 2008 WY164
- 2008 WZ164
- 2008 WB165
- 2008 WE165
- 2008 WF165
- 2008 WH165
- 2008 WK165
- 2008 WL165
- 2008 WM165
- 2008 WN165
- 2008 WO165
- 2008 WP165
- 2008 WR165
- 2008 WT165
- 2008 WU165
- 2008 WW165
- 2008 WX165
- 2008 WY165
- 2008 WZ165
- 2008 WA166
- 2008 WB166
- 2008 WC166
- 2008 WD166
- 2008 WE166
- 2008 WF166
- 2008 WG166
- 2008 WJ166
- 2008 WK166
- 2008 WL166
- 2008 WM166
- 2008 WO166
- 2008 WQ166
- 2008 WR166
- 2008 WS166
- 2008 WV166
- 2008 WW166
- 2008 WX166
- 2008 WY166
- 2008 WA167
- 2008 WB167
- 2008 WC167
- 2008 WD167
- 2008 WF167
- 2008 WH167
- 2008 WJ167
- 2008 WK167
- 2008 WL167
- 2008 WM167
- 2008 WN167
- 2008 WO167
- 2008 WP167
- 2008 WR167
- 2008 WS167
- 2008 WT167
- 2008 WU167
- 2008 WX167
- 2008 WA168
- 2008 WB168
- 2008 WD168
- 2008 WE168
- 2008 WF168
- 2008 WG168
- 2008 WJ168
- 2008 WK168
- 2008 WL168
- 2008 WM168
- 2008 WN168
- 2008 WO168
- 2008 WP168
- 2008 WQ168
- 2008 WR168
- 2008 WT168
- 2008 WU168
- 2008 WV168
- 2008 WW168
- 2008 WX168
- 2008 WY168
- 2008 WZ168
- 2008 WB169
- 2008 WC169
- 2008 WD169
- 2008 WE169
- 2008 WH169
- 2008 WJ169
- 2008 WK169